# Saison 2 de The Amazing Spider-Man
Chronologie
Saison 1
Cet article présente le guide des épisodes de la deuxième saison de la série télévisée The Amazing Spider-Man.

## Distribution

### Acteurs principaux
- Nicholas Hammond : Peter Parker / Spider-Man
- Robert F. Simon : J. Jonah Jameson
- Chip Fields : Rita Conway
- Ellen Bry : Julie Master

## Épisodes

### Épisode 1:La Tour en otage
- États-Unis : 5 septembre 1978 sur CBS

- David Sheiner (E.W. Foster)
- Todd Sussman (Farnum)
- Warren Vanders (Hama)
- Fred Lerner (Duke)
- Norman Rice (Sergent Bulker)

### Épisode 2:Raison d'état
- États-Unis : 12 septembre 1978 sur CBS

- Nicolas Coster (Andre)
- John Crawford (Evans)
- James Victor (Lieutenant Martinez)
- Michael Santiago (Carl)

### Épisode 3:L'Arnaque
- États-Unis : 25 novembre 1978 sur CBS

- William Smithers (James Colbert)
- Ramon Bieri (Cates)
- Andrew Robinson (McTieg)

### Épisode 4:Le Fantôme de Kirkwood
- États-Unis : 30 décembre 1978 sur CBS

- Marlyn Mason (Lisa Kirkwood)
- Peter MacLean (Docteur Anthony Polarski)
- Paul Carr (Gants)
- Peggy McCay (Docteur Davis)

### Épisode 5:Photo finale
- États-Unis : 7 février 1979 sur CBS

- Geoffrey Lewis (Weldon Gray)
- Charles Haid (Le lieutenant de police)
- Kenneth O'Brien (Cork)
- Jennifer Billingsley (Bonita Gray)
- Milt Kogan (Wiley)

### Épisode 6:Opération Wolfpack
- États-Unis : 21 février 1979 sur CBS

- Gavan O'Herlihy (David)
- Will Seltzer (Art)
- Dolph Sweet (Ben Sorgenson)
- Allan Arbus (George Hanson)
- Tom Stewart (Juge Rasner)

### Épisode 7:Spider-Man défie le Dragon, première partie
- États-Unis : 6 juillet 1979 sur CBS

- Rosalind Chao (Emily Chan)
- Hagan Beggs (Evans)
- Richard Erdman (Monsieur Zeider)
- John Milford (Professeur Dent)
- Ted Danson (Major Collings)
- Benson Fong (Min Lo Chan)
- George Cheung (Docteur Pai)
- Myron Healey (Lieutenant Olson)

### Épisode 8:Spider-Man défie le Dragon, deuxième partie
- États-Unis : 6 juillet 1979 sur CBS

- Anthony Charnota (Quinn)
- Tony Clark (Joe)
- Myron Healey (Lieutenant Olson)
- Michael Mancini (Bertino)